# Рейнилдо Мандава
Рейнилдо Иснард Мандава (на португалски: Reinildo Isnard Mandava) е мозамбикски футболист, играещ като защитник за английския Съндърланд и националния отбор на Мозамбик.

## Успехи
Феровиарио (Бейра)
- Купа на Мозамбик
  -  Носител (2): 2013, 2014

 Лил
- Лига 1
  -  Шампион на Франция (1): 2020/21
- Суперкупа на Франция
  -  Носител (1): 2021[1]

 Мозамбик
- Купа КОСАФА
  -  Финалист (1): 2015[2]

Лични
- В отбора на годината л Лига 1 на Франция: 2020/21[3]